# Jęgrzna
Jęgrzna – wieś w Polsce położona w województwie świętokrzyskim, w powiecie skarżyskim, w gminie Łączna.
W latach 1975–1998 miejscowość administracyjnie należała do województwa kieleckiego.
| SIMC    | Nazwa       | Rodzaj    |
| ------- | ----------- | --------- |
| 0274192 | Zaciszowice | część wsi |
| 0274200 | Zajamie     | część wsi |